# Harvard Sussex Program
Harvard Sussex Program on Chemical and Biological Weapons (HSP, dawniej Harvard Sussex Program on CBW Armament and Arms Limitation) – międzynarodowy program współpracy pomiędzy uczelniami w zakresie badań, komunikacji i szkoleń w celu zwiększenia międzynarodowej świadomości i zrozumienia kwestii politycznych związanych z bronią biologiczną i chemiczną, a także propagowania globalnej eliminacji tych rodzajów broni oraz wzmocnienia ograniczeń przed wrogim zastosowaniem technologii biomedycznych. Program skupia się także na implementacji Konwencji o zakazie broni biologicznej (BWC) i Konwencji o zakazie broni chemicznej (CWC), m.in. poprzez organizowanie spotkań grupy badawczej Pugwash.
Program zarządzany jest wspólnie przez Matthew Stanleya Meselsona z Uniwersytetu Harvarda w Cambridge w Stanach Zjednoczonych i Juliana Perry'ego Robinsona z Uniwersytetu Sussex w Brighton w Wielkiej Brytanii, którzy współpracują ze sobą od 1967 roku. Łącznie w programie zatrudnionych jest 12 osób, głównie na Uniwersytecie Sussex. Od 1993 roku jedno ze stanowisk znajduje się w Hadze (od 1997 roku w Sekretariacie Technicznym Organizacji ds. Zakazu Broni Chemicznej – OPCW). Komitet doradczy programu składa się z ekspertów i naukowców z różnych krajów.
HSP wydaje również kwartalne czasopismo „The CBW Conventions Bulletin” (przed czerwcem 1997 roku ukazujące się jako  „Chemical Weapons Convention Bulletin”) dostępne bezpłatnie w formie elektronicznej. Na Uniwersytecie Sussex znajduje się także baza danych – The Sussex Harvard Information Bank (SHIB) – w której od lat 60. gromadzone są dokumenty i inne materiały dotyczące broni chemicznej i biologicznej.
W ramach programu, przygotowany został projekt „Konwencji o zapobieganiu i karaniu prowadzenia badań, produkcji, nabywania, gromadzenia, posiadania, rozpowszechniania i używania broni biologicznej i chemicznej”. Nie został on jednak do tej pory przedstawiony Zgromadzeniu Ogólnemu ONZ.
W latach 1992–1993, grupa HSP pod kierownictwem Matthew Meselsona przeprowadziła na miejscu katastrofy w Swierdłowsku dochodzenie, którego wyniki opublikowano w „Proceedings of the National Academy of Sciences”, „Science” oraz w książce Jeanne Guillemin Anthrax: the investigation of a deadly outbreak.